# Annex
Annex est un super-héros appartenant à l'univers de Marvel Comics. Créé par le scénariste Jack C. Harris et le dessinateur Tom Lyle, le personnage de fiction apparaît pour la première fois dans le comic book Amazing Spider-Man Annual #27 en 1993. Annex est également le nom d'une série limitée de quatre comic books centrée sur le personnage parue en 1994.

## Historique de publication
Annex apparaît pour la première fois dans l'histoire "Prepare Yourself For Annex", Amazing Spider-Man Annual #27  en 1993. Ce comic book est scénarisé par Jack C. Harris et illustré par Tom Lyle. La même année, Jack C. Harris réutilise son personnage dans "An Obituary for Octopus", Spider-Man Unlimited #3, cette fois avec le dessinateur Jesse Orozco. En 1994, le scénariste Chris Cooper et le dessinateur Reggie Jones emploient le personnage dans Marvel Comics Presents #153-155. La même année, c'est la consécration pour le personnage qui reçoit sa propre mini-série éponyme avec l'histoire "Crucible of Power" scénarisé par son créateur Jack C. Harris. Les illustrateurs seront Walter McDaniel (#1), Paris Karounos (#2, #4) et Dave Chlystek #3.

« J'ai effectué quelques travaux pour eux [Marvel]. J'ai créé le personnage Annex pour l'un des Spider-Man annual. C'était le Spider-Man Annual #27 de 1993. Durant cette année, ils ont décidé qu'ils allaient introduire un nouveau personnage dans les annuals. Soit un vilain soit un superhéros dans chacun des annuals, et dans tous ceux qu'ils ont faits, Annex est le seul qui a eu sa propre mini-série plus tard. Par conséquent, j'étais très content. »

— Interview de Jack C. Harris 
Mais le personnage, fortement lié à son créateur, n'est plus utilisé lorsque Jack C. Harris cesse de travailler pour Marvel. Ce n'est qu'en 2007 qu'Annex est mentionné dans Civil War: Battle Damage Report. De 2008 à 2009, le personnage apparaît dans les numéros 13 à 23 de la série Avengers: The Initiative, scénarisée par Christos Gage et Dan Slott, et dans les numéros 3 à 8 de Secret Invasion, série scénarisée par Brian Michael Bendis et illustrée par Leinil Francis Yu. Il a un article dans le Official Handbook of the Marvel Universe de 2008.

## Biographie du personnage

### Origines
Lors d'une opération militaire au Moyen-Orient, le soldat Alexander Ellis, alors qu'il a une blessure par balle à la jambe, met son camarade Davey Dunson en sécurité. Mais Dunson succombe à ses blessures et Ellis est amputée de sa jambe.  De retour aux États-Unis, il est déçu par les prothèses que l'on lui propose. Dr. Hillman Barto le met en relation avec son employeur l'entreprise Adarco. Celle-ci fournit au soldat une combinaison spéciale et sa jambe repousse. Mais l'armure implante également des logiciels dans le cerveau d'Ellis, le rendant fou. En fait, le président d'Adarco est le père du jeune soldat mort au combat, le camarade d'Ellis. Il compte utiliser l'armure pour faire revivre son fils et a transféré les souvenirs du soldat dans l'armure. À l'aide de Spider-Man et du Dr. Hillman Barto, Alexander Ellis reprend le contrôle de son corps.

### Aventures héroïques
Alexander Ellis réactive son armure et redevient Annex pour lutter contre la société d'armement Ren-Tech. En compagnie de Vengeance, il affronte une bande de voyous. Lorsqu'Adarco tente de capturer le Dr. Hillman Barto afin qu'il conçoive d'autres armures Annex, Ellis affronte la compagnie et d'autres de leurs créations

### Membre de l'Inititative
Annex devient par la suite une recrue du projet Initiative. Dans le bus qui emmène les recrues pour Camp Hammond, où est situé le lieu d'entraînement de l'Initiative, il rencontre Batwing, Butterball, Gorilla Girl, Prodigy et Sunstreak avec qui il va passer les prochains mois,. Avec ses coéquipiers de l'Initiative et également les Secret Warriors, il combat l'invasion Skrull,. Lorsqu'il est diplômé de l'Initiative, il est affecté à l'équipe du Nouveau-Mexique, les Mavericks. Avec ses camarades de l'Initiative et les New Warriors, il affronte Ragnarok, le clone de Thor.

## Aptitudes et équipement
Ancien soldat de l’infanterie américaine, Alexander Ellis sait se servir de la plupart des armes à feu et blanches utilisées par l’armée. Annex possède une armure nanotechnologique, bio-régénératrice, modulable et extensible à volonté. Le nano-metal qui la compose est assez solide pour résister aux balles. Alimentée par ondes radios, Ellis contrôle l’armure et est couplé avec. Équipée d'un scanner et d'une radio, l'armure peut prendre la forme et les propriétés de tout objet, outil ou arme. Les munitions utilisées sont aussi générées par l'armure. L'armure permet à Ellis de voler et lui octroie une force surhumaine. La surface métallique peut être magnétisée afin d'attirer des objets en métal. Cela lui a déjà permis d'arracher des armes des mains de ses adversaires.